# Ban Non Wat
Ban Non Wat  (en tailandés: แหล่งโบราณคดีบ้านโนนวัด) es un pueblo de Tailandia, en el Amphoe de Non Sung, Provincia de Nakhon Ratchasima, situado cerca de la pequeña ciudad de Phimai.  Ha sido objeto de excavaciones desde 2002. La secuencia cultural abarca 11 fases prehistóricas, que incluyen 640 enterramientos. El yacimiento está asociado a una ocupación constante, y en el actual Ban Non Wat la aldea ocupada se encuentra más cerca del río Mun.
Las excavaciones demuestran que la región estuvo ocupada durante el Neolítico, la Edad del Bronce y la Edad del Hierro. Esta secuencia única ha sido probada por 76 dataciones por radiocarbono tratadas con análisis bayesianos.
. El análisis bayesiano es el uso de la estadística bayesiana para calibrar las dataciones de radiocarbono con el fin de obtener una fecha más precisa. El suelo de la zona de Ban Non Wat puede desplazar los análisis bayesians. Estos revelan que el asentamiento neolítico inicial tuvo lugar en el siglo XVII a. C. a. C., mientras que la Edad del Bronce comenzó a finales del XI a. C. La transición a la Edad del Hierro tuvo lugar en torno al 420 a. C.
Debido a los desacuerdos sobre la datación y el entorno que rodea Ban Non Wat, la doctora Joyce White ha planteado cuestiones relativas al significado de los artefactos  arqueológicos de las excavaciones. Sostiene que no se tomaron precauciones durante el proceso de recopilación de dataciones para el yacimiento, por lo que los resultados de las dataciones no son fiables..
Las excavaciones han sido dirigidas por Charles Higham, y por el Dr. Nigel Chang; están parcialmente financiadas por el Instituto Earthwatch. 

## Neolítico

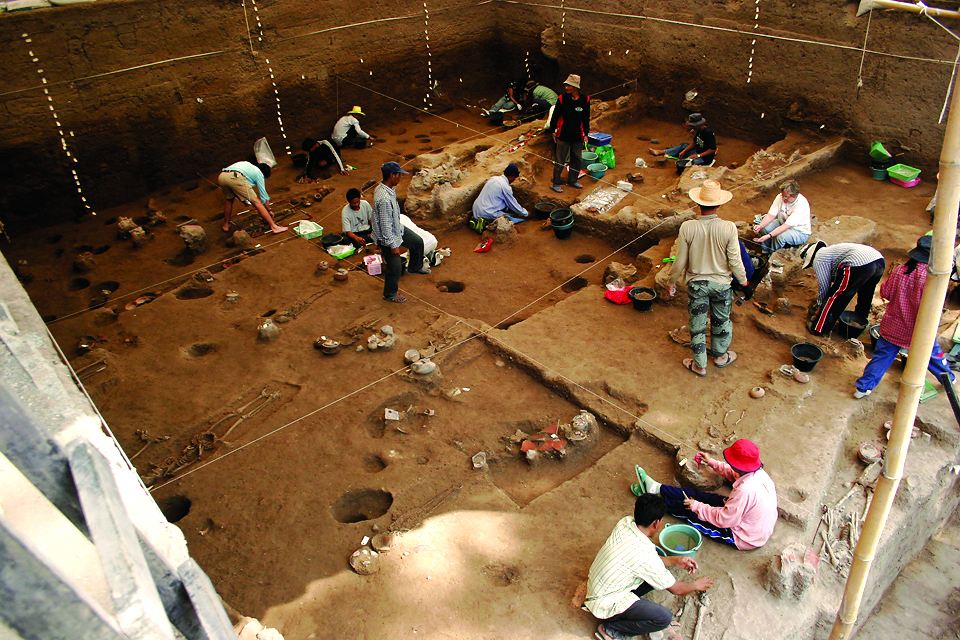
Excavación.

La fase neolítica de Ban Non Wat presenta indicios de ocupación humana, pero no de metalurgia. El Neolítico se divide en una fase antigua y otra tardía. Los enterramientos más antiguos son una serie de sepulturas on cadáveres flexionados que se cree que representan a cazadores-recolectores. Coinciden en parte con los primeros asentamientos neolíticos de cultivadores de arroz que también criaban cerdos, cazaban una gran variedad de animales, pescaban y recolectaban marisco. Le siguió un Neolítico tardío. Los enterramientos de este período solían ir acompañados de vasos de cerámica simplemente decorados con un ajuar funerario mínimo.  Además de las cerámicas, se han encontrado azuelas de piedra, conchas y restos de animales en los enterramientos.
En 2022, investigadores de la Universidad de Exeter, la Universidad de Oxford y la Universidad de Cardiff revaluaron la domesticación del pollo. Durante el proyecto de investigación se examinaron restos de pollos hallados en más de 600 yacimientos de 89 países. Los restos de 23 de los que se consideraban los pollos más antiguos hallados en Eurasia Occidental y el noroeste de África se sometieron a una datación por radiocarbono. La doctora Julia Best, de la Universidad de Cardiff, declaró: «Es la primera vez que se utiliza la datación por radiocarbono a esta escala para determinar la importancia de los pollos en las sociedades primitivas. Nuestros resultados demuestran la necesidad de datar directamente los primeros especímenes propuestos, ya que esto nos permite tener la imagen más clara hasta ahora de nuestras primeras interacciones con los pollos». Los huesos más antiguos de un pollo doméstico conocido proceden de Ban Non Wat, y datan de entre 1650 y 1250 a. C..

## Edad de Bronce

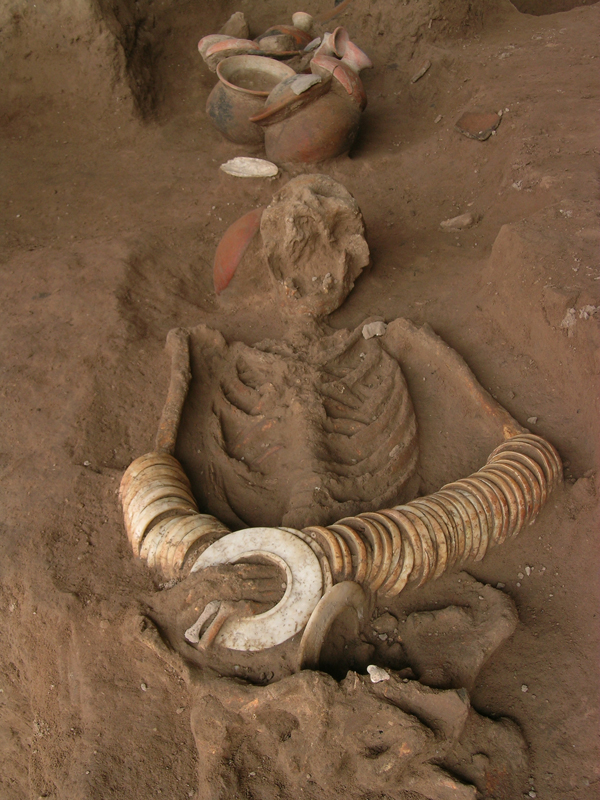
Enterramiento de Ban Non Wat.

El descubrimiento de unos enterramientos de principios de la Edad del Bronce extraordinariamente ricos ilustra los profundos cambios culturales que se produjeron con la llegada de la metalurgia del cobre. La Edad del Bronce de Ban Non Wat se ha dividido en cinco fases. La fase 1 se desarrolló entre el 1050 y el 1000 a. C. y consta de siete enterramientos. Brazaletes y collares de concha, así como un hacha de cobre, son ejemplos de algunos objetos hallados en los enterramientos de la fase 1. La cantidad de objetos encontrados en los enterramientos de la fase 2 aumenta drásticamente. En comparación con el Neolítico, la cantidad de objetos funerarios encontrados en los enterramientos ha aumentado drásticamente, ya que la ornamentación personal se ha convertido en una práctica más común. Envolver los cuerpos y colocarlos en ataúdes de madera era una práctica común en la Edad del Bronce, sin embargo, hay más variabilidad en los contextos funerarios a finales de la Edad del Bronce y principios de la Edad del Hierro.
La fase 2 se desarrolló entre los años 1000 y 850 a. C. Los enterramientos de la fase 2 muestran más riqueza en sus ajuares funerarios. Hachas de cobre, tobilleras, anillos, collares de cuentas de concha, cinturones y pendientes son algunos ejemplos de ajuares funerarios hallados en los enterramientos de esta fase. Esta fase contenía una mayor variedad de ajuares funerarios en comparación con otras fases mortuorias.
La fase 3 tuvo lugar entre los años 850 y 800 a. C. Los enterramientos de esta fase continúan la práctica de los enterramientos ricos con muchos ajuares funerarios y contienen muchos de los mismos objetos de los enterramientos de las fases 1 y 2. Los enterramientos de la fase 3 son únicos porque están orientados hacia el noreste o el suroeste, mientras que otros enterramientos de la Edad del Bronce en Ban Non Wat están en su mayoría orientados hacia el norte o el sur. Esta fase es la última con enterramientos ricos.
La fase 4 se desarrolló entre los años 800 y 700 a. C. Hay 162 enterramientos en Ban Non Wat que datan esta fase. Es en este momento que la población de Ban Non Wat estuvo siendo enterrada en grupos específicos, sin embargo no hay datos que apoyen lo que estos grupos representan. La fase 4 también marca la drástica disminución de ajuares funerarios como se había visto anteriormente en las fases 1-3.
La fase 5 se desarrolló entre el 700 y el 420 a. C. No hay una fecha clara para el final de la Edad del Bronce y el comienzo de la Edad del Hierro en Ban Non Wat. Muchos de los enterramientos de esta fase se basan en la presencia de ajuares funerarios de bronce en lugar de hierro, así como en el principio de la superposición de estratos. ES fase continúa con la práctica de disminuir los ajuares funerarios como se vio en la fase 4.

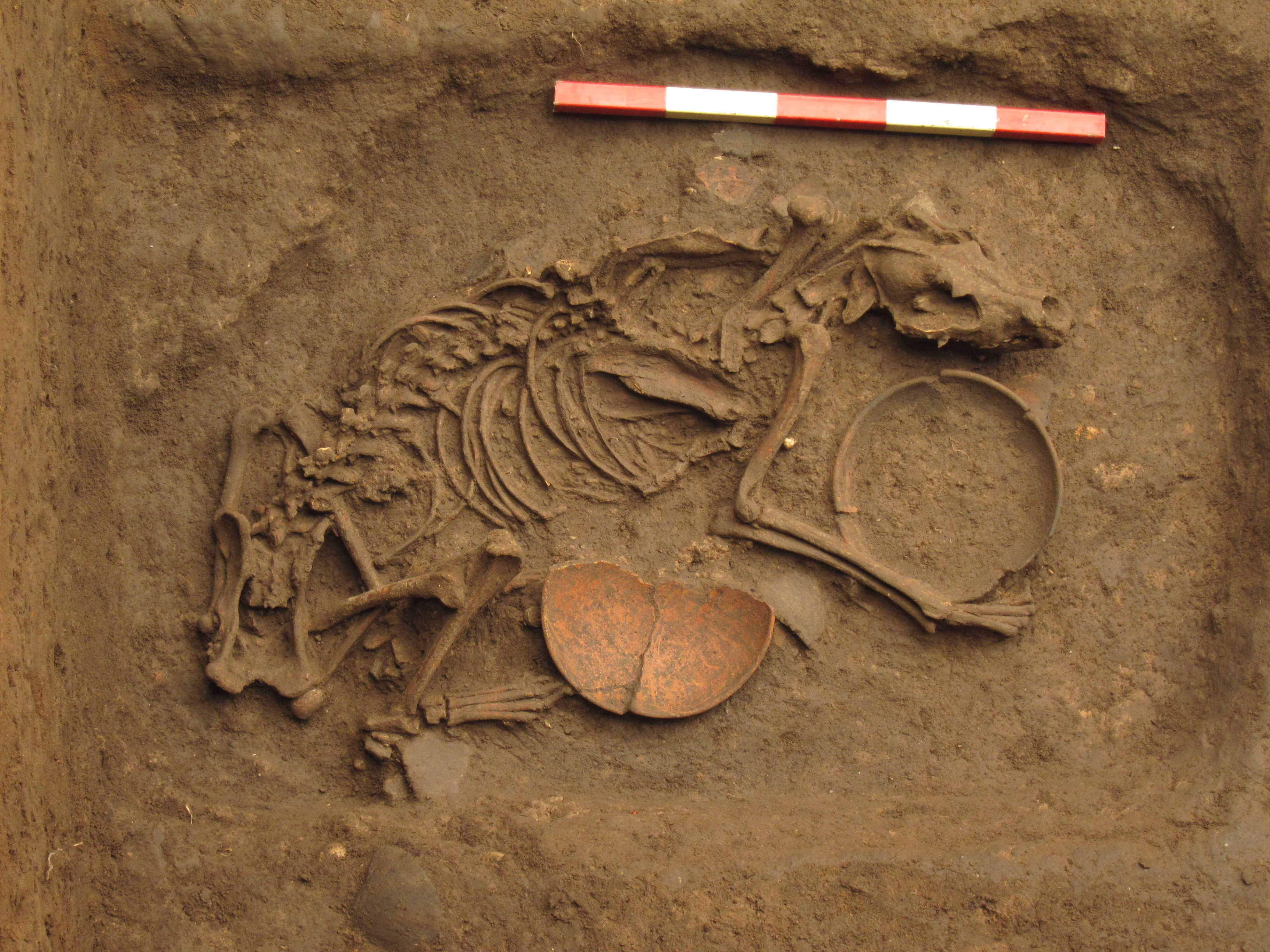
Sepultura de un perro en Ban Non Wat.

Un ejemplo de sepultura única en Ban Non Wat es la de un perro con dos cuencos, que los arqueólogos creen que eran para comida y agua.

## Edad del Hierro
Con la Edad del Hierro, una nueva gama de ornamentos exóticos acompañó a los muertos, entre ellos la cornalina, el ágata y el vidrio. Más tarde, el yacimiento se rodeó de bancos y dos fosos, lo que supuso la red del agua del río adyacente alrededor del yacimiento. Se cree que los arrozales que rodean el poblado, aunque aún no se han estudiado exhaustivamente, fueron irrigados hace miles de años, y la datación preliminar ha apoyado esta teoría. En contraste con la Edad del Bronce, la Edad del Hierro proporcionó significativamente menos ajuares funerarios.
Los enterramientos de la Edad de Hierro en Ban Non Wat se dividen en dos fases. El contenido de los enterramientos de la fase 1 de la es muy similar al de los enterramientos de la fase 5 de la Edad del Bronce, siendo a menudo la presencia de objetos de hierro el único factor distintivo entre ambos. Los enterramientos de la fase 2 se caracterizan a menudo por la presencia de cerámica negra Phimai, además de objetos de hierro y objetos exóticos. Sin embargo, la cantidad de ajuares funerarios sigue siendo muy reducida en comparación con algunos enterramientos de la Edad del Bronce.
Muchos de los artefactos recuperados han sugerido un vínculo permanente con la cultura jemer, lo que no es de extrañar dada la proximidad del yacimiento a uno de los extremos de la antigua carretera jemer, en el Parque histórico de Phimai.

### Pruebas del trabajo del metal
Aunque las excavaciones en Ban Non Wat se centran principalmente en los enterramientos, otras recientes demuestran que los habitantes de Ban Non Wat probablemente fabricaban sus propios metales. Los arqueólogos pudieron descubrir una docena de lugares de trabajo que datan de la Edad del Hierro.

## Complicaciones
El yacimiento de Ban Non Wat ha acumulado importantes cuestionamientos que conciernen a varios resultados, incluyendo el análisis bayesiano, así como la importancia de los ajuares funerarios y sus significados. También se discute la importancia de los ajuares funerarios de bronce encontrados en los enterramientos; debido a que la introducción del metal tuvo una construcción social significativamente diferente en comparación con otras culturas.. Además, el suelo de la zona tiene una mayor acidez debido al entorno, lo que puede interferir tanto en las excavaciones como en los análisis científicos.
Existen algunas conversaciones concernientes a la ocupación de Ban Non Wat. El yacimiento ha estado continuamente ocupado desde la Edad del Bronce, durante el neolítico el yacimiento podría haber estado menos densamente poblado y haber sido utilizado como lugar de ocupación estacional hasta la Edad del Bronce.